# Fredrik Åkare
Fredrik Åkare är en av flera återkommande figurer i Cornelis Vreeswijks visor. Många av figurerna i Vreeswijks repertoar har verkliga förankringar. Förlagan till Fredrik Åkare var en granne till familjen Vreeswijk på Lidingö men fick med tiden låna allt fler drag från hans vän Nisse Gustafsson, ett välkänt original i Gamla stan i Stockholm. Fredrik Åkare representerar, likt så många av Cornelis karaktärer, en samhällsgrupp. I detta fallet är det närmare bestämt den gamle fattige arbetaren.

## Några av låtarna som nämner Fredrik Åkare
- "Balladen om Fredrik Åkare", Ballader och oförskämdheter (1964)
- "Balladen om herr Fredrik Åkare och den söta fröken Cecilia Lind", Grimascher och telegram (1966)
- "Lungsotsblues", Balladen om flykten (1967)
- "Shåwinistblues", Getinghonung (1974)
- "Fredrik Åkares morgonpsalm", Narrgnistor 2, En halv böj blues och andra ballader (1978)
- "Möte med Fredrik Åkare, Stockholm 1943", Turistens klagan (1980)